# Bilač
Pogostost priimka Bilač je po podatkih Statističnega urada Republike Slovenije na dan 1. januarja 2010 manjša kot 5 oseb. 

## Znani nosilci priimka
- Borut Bilač (*1965), atlet
- Britta Bilač (*1968), atletinja